# سیارک ۱۴۰۷۷
سیارک ۱۴۰۷۷ (به انگلیسی: 14077 Volfango، نامگذاری:1996PF1) چهارده هزار و هفتاد و هفتمین سیارک کشف شده‌است که در ۹ اوت ۱۹۹۶ کشف شد.
قدر مطلق سیارک برابر ۲۸.۲ است.